# Cementerio cristiano de Sewri
El Cementerio cristiano de Sewri (en maratí: शिवडी ख्रिस्ती स्मशान भूमि ) es un espacio para sepulturas localizado en la ciudad de Bombay (Mumbai) en el país asiático de la India, que fue establecido por Arthur Crawford, el primer Comisionado Municipal de Bombay como un lugar para los entierros europeos (Cristianos básicamente). El terreno fue adquirido de los jardines de la Sociedad de Agricultura Horticultura en el año 1865.
Entre los personajes importantes sepultados allí encontramos a:
- George Wittet, enterrado en 1926, Arquitecto que diseño el monumento «Puerta de la India».
- Francis Newton Souzam, enterrado en 2002, Artista vanguardista.
- Frederick William Stevens, enterrado en 1900, Arquitecto del «Victoria Terminus».
- Dom Moraes, enterrado en 2004, poeta.
- Joseph Baptista, enterrado en 1930, alcalde de Bombay.